# Lasiopogon quadrivittatus
Lasiopogon quadrivittatus là một loài ruồi trong họ Asilidae. Lasiopogon quadrivittatus được Jones miêu tả năm 1907.